# Vera Gulikers
Vera Gulikers (Meerssen, 1991) is een Nederlands beeldend kunstenaar. Ze schildert en maakt sculpturen. 

## Biografie
In 2014 studeerde zij af aan de Academie voor de Beeldende Kunsten Maastricht (Bachelor Fine Art), waarna zij haar studie vervolgde op het Sint Lucas in Antwerpen (Master Fine Art, 2016). Van 2017 tot 2019 was zij deelnemer aan de post-academische Jan van Eyck Academie in Maastricht, en was vervolgens een van de residenten in Schloss Balmoral (2019-2020). 

## Prijzen
In 2017 won zij de Koninklijke Prijs voor Vrije Schilderkunst, in 2019 de prijs Best Verzorgde Boeken in het Stedelijk Museum Amsterdam, en in 2019 was zij ook een van de winnaars van de Buning Brongers Prijzen in Arti et Amiticiae, Amsterdam.